# Bill Gwatney
William Gwatney (* 26. August 1959 in Little Rock, Arkansas; † 13. August 2008 ebenda) war ein US-amerikanischer Politiker der Demokraten.
Bill Gwatney, langjähriger Freund des früheren US-Präsidenten Bill Clinton und dessen Ehefrau Hillary Clinton, war von 1993 bis 2002 Mitglied des Senats von Arkansas. 2007 wurde er zum Vorsitzenden der Demokratischen Partei von Arkansas gewählt. In dieser Funktion war er ein Superdelegierter für den Nominierungsparteitag der Demokraten bei den Präsidentschaftswahlen 2008.
Am Mittag des 13. August 2008 wurde Gwatney in seinem Büro in der Parteizentrale in Little Rock von Timothy Dale Johnson mit drei Schüssen niedergeschossen und so schwer verletzt, dass er gegen 16 Uhr im Krankenhaus verstarb. Der Attentäter, der zunächst fliehen konnte, wurde bei einem Schusswechsel mit der Polizei getötet.
Gwatney, Besitzer von drei Autohäusern in Pulaski County, hinterließ seine Ehefrau Rebecca sowie zwei Töchter aus erster Ehe.